# Las cárceles del alma
Las cárceles del alma, también traducida como Los dos prisioneros; siendo interés del autor que la traducción al español fuese El cuerpo del alma, tal y como se hizo en la edición de 1992 de la Editorial Planeta (Originalmente en húngaro Két fogoly) es una novela romántico-bélica del escritor y novelista húngaro Lajos Zilahy publicada en el año 1927. A pesar de ser una de las novelas claves de la literatura húngara del siglo XX, es un libro que ha caído en el olvido, lo que lo hace prácticamente imposible de encontrar. La novela está ambientada en la Europa de principios del siglo XX, más específicamente en Budapest, Hungría. 
Aunque la novela abarca principalmente el drama romántico entre los dos personaje principales; Péter (Pedro) y Miett; es cierto que la novela abarca también temas de la burguesía húngara y la realidad social de los años previos al estallido de la Primera Guerra Mundial. Así mismo, la novela deja ver rasgos de narrativa realista, dejando ver las problemáticas sociales de la época: rebeldía, engaños, guerras, crisis económicas y políticas y los conflictos culturales y personales.

## Composición
La novela está escrita en dos partes intituladas, cada una con 15 y 27 capítulos respectivamente, también intitulados. Ambas partes escritas en tercera persona en una estructura temporal continua. En la primera parte se narra cómo Pedro vive una monótona y aburrida vida en la ciudad de Budapest, cómo conoce en un evento burgués a Miett y cómo posteriormente se casan y empiezan su vida en pareja en 1913 poco antes del estallido de la Primera Guerra Mundial  
En la segunda parte comienza y se desarrolla el idilio al cuál se verá involucrada la reciente pareja: Estalla la guerra y Pedro es reclutado a la compañía militar húngara para luchar. La pareja vive un drama romántico producido por la separación tan temprana y tan trágica. Esta segunda parte está compuesta principalmente por cartas (entre Pedro y Miett), por pensamientos y situaciones personales y no se recurre mucho al diálogo.

## Argumento
La novela narra las vidas de Pedro y Miett, cómo se conocen y cómo terminan trágicamente separados. Pedro conoce a Miett en un evento mientras realiza un espectáculo de tipo quiromántico. Se terminan casando y narra sus cortos meses como pareja, su luna de miel y sus deseos íntimos. Pedro es reclutado por el ejército y a partir de ese momento de la novela cambia totalmente el comportamiento y los pensamientos que hasta ese momento llevaban los personajes. 
Pedro vive un infierno en sus años como militar, ya que le suceden cantidad de incidentes que hacen de su estadía como militar una verdadera tortura física y mental para él. Mientras las condiciones lo permiten Pedro y Miett se escriben cartas para saber el uno del otro. Pasan los años y Miett pierde la esperanza de reencontrarse con su amado, lo que la lleva a ceder a sus necesidades de sentirse amada y termina enamorada de otro hombre.

## Personajes
- Pedro Takách (Péter): Personaje principal, con este empieza la novela. Joven apasionado con la vida pero desilucionado al mismo tiempo con la monotonía de esta. Corteja y se casa con Miett. Se convierte en oficial del ejército húngaro y posteriormente se convierte prisionero de guerra ruso.
- Miett: Personaje principal, joven sencilla y de carácter introvertido, esposa de Pedro. Termina enamorada de Golgonszky.
- Golgonnszky: Mozo de Miett.
- Olga: Mejor amiga de Miett, la llama Choka.
- Pablito Szücs: Amigo de Pedro y enamorado secreto de Miett.
- Doctor Varga: Amigo de Pedro, en la casa del doctor conoce Pedro a Miett
- Katerina Ilynia: Rusa que ayuda a Padro en Siberia.
- Ivánka y María: Hijas de Miett.